# La Canna
Cet article possède un paronyme, voir Lac Anna.
La Canna est un stack d’une surface de 1 800 m2 et d’une hauteur de 71 m qui s'élève de la mer près de l’île de Filicudi, dans les îles Éoliennes, en Sicile (Italie). Elle est proche du rocher de Montenassari (it), légèrement plus étendu mais avec une hauteur de seulement 14 m. Les deux rochers ont été classés comme réserve naturelle (it), avec interdiction d’y accéder pour d’autres fins que scientifiques, afin de préserver l'environnement naturel,. 
Si on retranche l'hypertrophie poétique, La Canna et le rocher de Montenassari, leur description et leur position, correspondent aux Planktes de l'Odyssée d'Homère. En repartant de chez Circé, deux routes s'offrent à Ulysse pour regagner Ithaque, soi passer les Écueils, Charybde et Scylla, le détroit de Messine, soi contourner la Sicile par l'ouest en passant par les Planktes. Il optera pour le détroit de Messine.

## Caractéristiques géologiques
La Canna est ce qui reste de la dernière manifestation éruptive de Filicudi, il y a environ 40 000 ans. Après la fin des éruptions du volcan, le climat a érodé ses pentes jusqu’à ce qu’elles disparaissent complètement. Il ne reste qu'une haute tour de magma solidifié, plus résistante aux agents atmosphériques, qui se trouvait initialement à l'intérieur du conduit volcanique. Ce type de formation est appelé neck,.

## Faune

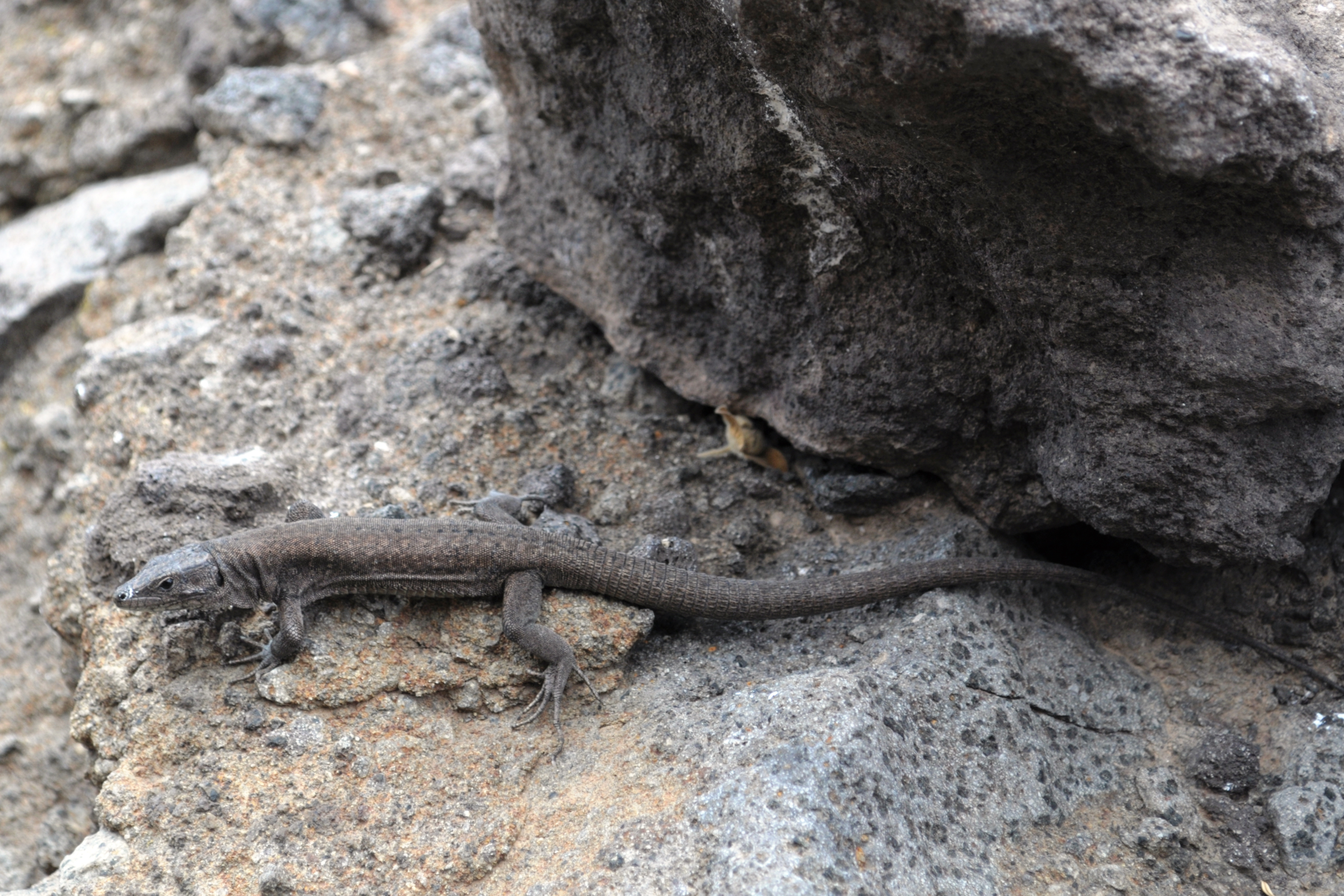
Lézard éolien sur La Canna.

Le rocher abrite une des sous-espèces de lézards éoliens. L’espèce est très menacée car elle ne vit que sur le rocher de La Canna et quelques autres zones peu étendues et presque toutes isolées (l'îlot de Strombolicchio, le rocher Faraglione (it) près de l’île de Salina, et quelques zones de l’île de Vulcano). Sur La Canna, le lézard éolien coexiste avec le Faucon d’Éléonore, qui niche sur le rocher. Le lézard se nourrit des quelques restes contenus dans les pelotes de réjection du faucon et des insectes qu'elles attirent.

## Fonds marins
Les fonds marins autour du rocher de La Canna abritent l’anémone encroûtante jaune et le Spirographe. Sont également présents des groupes de poissons tels que les demoiselles bleues, les Labres multicolores, le mérou de Méditerranée, le denti ou encore le saran. La langouste rouge est également présente, bien que de plus en plus rare.